# Teoria deskrypcji
Teoria deskrypcji jest m.in. pewną teorią parafrazowania zdań zawierających deskrypcje określone – czyli takie nazwy, które mogą stać w podmiocie i orzeczniku zdania o postaci „A jest B” (zdania podmiotowo-orzecznikowego) – oraz w intencji mówiącego mają odnosić się do dokładnie jednego przedmiotu, np.:
- „Obecny król Francji”
- „Autor ‘Lalki’”
- „Najwyższy szczyt świata”

Metoda parafrazy przebiega następująco:
1. Traktujemy wyrażenie deskryptywne jak predykat – np. „x jest autorem ‘Lalki’’
2. Rozpisujemy zdanie, w którym występuje deskrypcja na zdanie złożone z co najmniej dwóch zdań – (1) zdania stwierdzającego istnienie denotatu deskrypcji (Warunek Istnienia) oraz (2) zdania stwierdzającego jedyność tego denotatu (Warunek Jedyności). (Zob. też: kwantyfikator ogólny, kwantyfikator egzystencjalny).
3. Dodajemy zdanie "wynikające" ze struktury analizowanego zdania języka naturalnego (zob. przykłady poniżej).

Przykład:
Zdanie [Z1] – "Obecny król Francji jest łysy"
1. Predykaty: 
  - „x jest obecnym królem Francji” (x jest OKF),
  - „x jest łysy” (to nie jest wyrażenie deskryptywne).
2. Warunki:
  - Istnienia (Istnieje przynajmniej jeden obecny król Francji): (∃x) (x jest OKF)
  - Jedyności (Istnieje co najwyżej jeden obecny król Francji): (∀x)(∀y) (x jest OKF & y jest OKF → x=y)
3. Oraz dodatkowe zdanie wynikające z formy logicznej [Z1]:
  - „Cokolwiek jest OKF, ma cechę bycia łysym”: (∀x) (x jest OKF → x jest łyse)
4. Zdanie [Z2] ma zatem następującą formę:
  - (Ex) (x jest OKF) & (∀x)(∀y) (x jest OKF & y jest OKF → x=y) & (∀x) (x jest OKF → x jest łyse)

Inny przykład:
Zdanie [Z1] – "Prus jest autorem ‘Lalki’"
1. Predykaty: 
  - „x jest autorem ‘Lalki’” („x jest AL.”).
2. Do tego imię własne: 
  - Prus (stała np. a) .
3. Warunki:
  - Istnienia (Istnieje przynajmniej jeden autor ‘Lalki’): (∃x) (x jest AL)
  - Jedyności (Istnieje co najwyżej jeden autor ‘Lalki’): (∀x)(∀y) (x jest AL & y jest AL → x=y)
4. Oraz dodatkowe zdanie wynikające z formy logicznej [Z1]:
  - „Cokolwiek jest AL jest identyczne z Prusem”: (∀x) (x jest AL → x = a)
5. Zdanie [Z2] ma  formę koniunkcji tych trzech zdań.

Teoria deskrypcji została sformułowana w roku 1905 przez Bertranda Russella w artykule „On denoting” („Denotowanie”).